# Einar Nille
Carl Gustav Einar Nilsson (Nille), född 13 november 1898 i Katarina församling, Stockholm, död 6 november 1983 i Adolf Fredriks församling, Stockholm, var en svensk målare, formgivare och konsthantverkare.
Nille studerade vid Althins målarskola i Stockholm och vid konstakademien i Weimar samt i Dresden och München. Han medverkade i utställningar på Liljevalchs konsthall i Stockholm och han var en av utställarna på Svensk konst i Göteborg 1923. Bland hans offentliga arbeten märks några dekorationsmålningar i offentliga lokaler. Hans konst består av landskapsmålningar utförda i olja eller akvarell samt formgivning av konstglas. Nille är representerad vid Nationalmuseum.